# Campionato mondiale giovanile di scherma 1982
Il Campionato mondiale juniores di scherma del 1982 ("1982 World Juniors Fencing Championships") è stato organizzato dalla Federazione internazionale della scherma e si è svolto a Buenos Aires in Argentina dal 8 al 12 aprile.
Nel fioretto, si sono aggiudicati i titoli del campionato mondiale l'italiano Andrea Cipressa, che ha battuto in finale il tedesco Ulrich Schreck, e la francese Laurence Vallet-Modaine che ha avuto la meglio sulla francese Gisèle Meygret.
Nella spada il tedesco Robert Felisiak ha battuto in finale il francese Jean-Michel Henry, ottenendo il titolo mondiale juniores maschile.
Nella sciabola il sovietico Alexander Vinnik prevale sull'italiano Marco Marin.

## Podi

### Uomini
| Specialità  | Oro              | Argento           | Bronzo           |
| Individuali |                  |                   |                  |
| Fioretto    | Andrea Cipressa  | Ulrich Schreck    | Danilo Montanari |
| Spada       | Robert Felisiak  | Jean-Michel Henry | Sandro Cuomo     |
| Sciabola    | Alexander Vinnik | Marco Marin       | Péter Abay       |

### Donne
| Specialità  | Oro                     | Argento        | Bronzo           |
| Individuali |                         |                |                  |
| Fioretto    | Laurence Vallet-Modaine | Gisèle Meygret | Dorina Vaccaroni |

## Medagliere
| Pos.   | Nazione          | Oro | Argento | Bronzo | Totale |
| ------ | ---------------- | --- | ------- | ------ | ------ |
| 1      | Francia          | 1   | 2       | 0      | 3      |
| 2      | Italia           | 1   | 1       | 3      | 5      |
| 3      | Germania         | 1   | 1       | 0      | 2      |
| 4      | Unione Sovietica | 1   | 0       | 0      | 1      |
| 5      | Ungheria         | 0   | 0       | 1      | 1      |
| Totale | Totale           | 4   | 4       | 4      | 12     |